# Tattamålasjön
Tattamålasjön är en sjö i Tingsryds kommun i Småland och ingår i Ronnebyåns huvudavrinningsområde. Sjön har en area på 0,199 kvadratkilometer och ligger 119 meter över havet.

## Delavrinningsområde
Tattamålasjön ingår i det delavrinningsområde (626187-145788) som SMHI kallar för Ovan VDRID = 622748-146868 i Ronnebyåns vattendra*. Medelhöjden är 137 meter över havet och ytan är 6,84 kvadratkilometer. Räknas de 38 avrinningsområdena uppströms in blir den ackumulerade arean 832,58 kvadratkilometer. Avrinningsområdets utflöde Ronnebyån mynnar i havet. Avrinningsområdet består mestadels av skog (70 %). Avrinningsområdet har 0,24 kvadratkilometer vattenytor vilket ger det en sjöprocent på 3,4 %. Bebyggelsen i området täcker en yta av 0,89 kvadratkilometer eller 13 % av avrinningsområdet.